# Roman Śliwa
Roman Śliwa, ps. „Karol Weber” (ur. 21 stycznia 1904 w Sosnowcu, zm. 22 sierpnia 1944 w Auschwitz) – działacz polityczny, członek KZMP i KPP, w czasie II wojny światowej członek ruchu oporu. Brat Władysława Śliwy.

## Życiorys
Syn Wincentego Śliwy i Bronisławy Suwały. Po ukończeniu 4 klas szkoły powszechnej, dalsze wykształcenie zdobywał dzięki miejscowemu nauczycielowi.  Pracę rozpoczął w wieku 11 lat jako pastuch, a od 14 roku życia pracował jako robotnik rolny. Następnie pracował w kopalni "Mortimer", jako pomocnik maszynisty. W 1923 roku brał udział w strajku górników, a w 1924 roku został członkiem KZMP. Pełnił funkcję sekretarza miejscowej komórki tej organizacji. Rok później stanął na czele młodzieży KZMP Zagłębia Dąbrowskiego. Z powodu udziału w strajkach został zwolniony z pracy.  W 1926 roku został aresztowany w trakcie wiecu i skazany na dwa lata więzienia. Wyrok odbywał w Będzinie i Piotrkowie Trybunalskim, w trakcie którego poznał współwięźniów Aleksandra Zawadzkiego i Zenona Nowaka. 
Po wyjściu na wolność w 1928 roku powołany do odbycia zasadniczej służby wojskowej w 1 Pułku Strzelców Podhalańskich w Nowym Sączu, gdzie nawiązał kontakty z Wydziałem Wojskowym KC KPP (tzw. "wojskówką" KPP). Po dwóch latach powrócił do Zagłębia, gdzie włączył się do pracy partyjnej na odcinku wojskowym. Jednocześnie pracował zarobkowo w browarze w Będzinie, jednak został zwolniony z pracy z powodu aktywności w organizowaniu związków zawodowych. W lipcu 1931 roku wyjechał do ZSRR, gdzie przeszedł specjalne szkolenie wojskowe w Wyższej Szkole Wojskowo-Politycznej. Po powrocie do kraju w styczniu 1932 roku kontynuował poprzednią działalność w Zagłębiu Dąbrowskim, Górnym Śląsku oraz w Krakowie. W 1932 roku został aresztowany w Krakowie, a po dwóch latach skazany na 12 lat więzienia , „za działalność komunistyczną względnie szpiegowską”. 
Agresja III Rzeszy na Polskę w 1939 roku, spowodowała że udało mu się zbiec z więzienia w Rawiczu. Wraz z Marianem Buczkiem przedostał się do Warszawy, której bronił po wstąpieniu do Robotniczej Brygady Obrony Warszawy. Po kapitulacji stolicy pod koniec września 1939 roku, udał się do Brześcia nad Bugiem, gdzie pracował na kolei i nawiązał współpracę z NKWD. W 1941 roku udał się do Moskwy, gdzie po przeszkoleniu wszedł w skład Pierwszej Grupy Inicjatywnej Polskiej Partii Robotniczej. 26 września samolot mający przetransportować tę grupę rozbił się tuż po starcie z lotniska w Wiaźmie. 6 stycznia 1942 przerzucony drogą powietrzną na tereny powiatu koneckiego. Z ramienia kierownictwa PPR wyjechał na teren Zagłębia Dąbrowskiego i Górnego Śląska. Po drodze zatrzymał się w Krakowie, gdzie wraz ze Stanisławem Ziają, pełnomocnikiem KC PPR, prowadził rozmowy z kierownictwem organizacji "Polska Ludowa" i nawiązał z nią współpracę. Organizował struktury PPR i oddziały Gwardii Ludowej na Śląsku i Zagłębiu, jednak gdy Niemcy zmobilizowali bardzo duże siły w celu ujęcia organizatorów lewicowego ruchu oporu, zagrożony aresztowaniem Śliwa został przeniesiony na teren województwa krakowskiego, gdzie od lipca 1942 był dowódcą IV Obwodu GL.
Został aresztowany przez reżim okupacyjny 15 lutego 1943 i osadzony w więzieniu na Montelupich w Krakowie. Po ponad półrocznym ciężkim śledztwie, doznał poważnej choroby nerek i zapalenia stawów. Ostatecznie 1 października został przewieziony do obozu koncentracyjnego Auschwitz, gdzie otrzymał numer 152942. Nawiązał tam kontakty z więzionymi członkami PPR i GL oraz jeńcami radzieckimi i opracował plan masowej ucieczki z obozu, którego jednak nie zrealizował – wcześniej został zabity. Romana Śliwę zastrzelił w lesie obok krematorium  Moll, komendant krematorium. Oprócz niego w czasie okupacji niemieckiej życie straciło jeszcze jego pięciu braci. Jednym z nich był Józef - żołnierz Armii Ludowej, który zginął pod Olkuszem podczas walk z Niemcami 14 listopada 1943

## Ordery i odznaczenia
- Order Krzyża Grunwaldu II klasy – za wybitny udział walce konspiracyjnej i partyzanckiej z najeźdźcą hitlerowskim (1948- postanowienie Prezydenta RP)[11][12].

## Upamiętnienie
Na jesieni 1943 roku z rozkazu dowództwa Okręgu Miechów Józef Saturn zorganizował batalion Gwardii Ludowej im. Webera, który dla uczczenia pamięci Romana Śliwy został nazwany używanym przez niego pseudonimem.  Jego imieniem nazwano szkołę podstawową w Sosnowcu.